# Hans Rothfels
Hans Rothfels (né le 12 avril 1891 à Cassel et mort le 22 juin 1976 à Tübingen) est un historien germano-américain.

## Biographie
Professeur à l'université de Königsberg, il doit fuir l'Allemagne à cause de ses origines juives. Il s'exile aux États-Unis en 1939 et revient en Allemagne en 1951. Rothfels est conservateur et anti-communiste. Il garde la citoyenneté américaine jusqu'en 1969. Ses élèves sont entre autres : Hans Mommsen, Heinrich August Winkler, Wolfram Fischer, Waldemar Besson (de) ou Friedrich Hiller von Gaertringen.

## Œuvres
- « Zeitgeschichte als Aufgabe », in Vierteljahrshefte für Zeitgeschichte (VfZ), 1, 1953, p. 1-8
- Bismarck, der Osten und das Reich, Darmstadt 1960
- Zeitgeschichtliche Betrachtungen. Vorträge und Aufsätze, 2e édition, Göttingen, 1963
- Die deutsche Opposition gegen Hitler. Eine Würdigung, Frankfurt am Main, 1969